# LE-941
La carretera provincial LE-941 une los municipios de Sahagún -Provincia de León-y Mayorga -Provincia de Valladolid-, por la ribera del río Cea. Hasta el límite con Valladolid se denomina LE-941, y ya en esta provincia pasa a denominarse VA-941.
Ha sido reasfaltada y ensanchada en 2006.
En León atraviesa los municipios de:
- Sahagún
- San Pedro de las Dueñas
- Galleguillos de Campos

- Datos: Q5961539